# اوئانکاپی
اوئانکاپی (به اسپانیایی: Huancapi) یک شهرک در پرو است که در منطقه آیاکوچو واقع شده‌است.